# شبه جزيرة ريباتشي
شبه جزيرة ريباتشي (بالروسية: полуо́стров Рыба́чий؛ بلغة سامي الشمالية: Giehkirnjárga؛ بالنرويجية: Fiskerhalvøya؛ بالفنلندية: Kalastajasaarento) هي الجزء الشمالي من روسيا الأوروبية القارية.

## وصلات خارجية
- News article regarding the dispute